# Janaka Hemantha
Janaka Hemantha, né le 28 août 1979,, est un coureur cycliste srilankais.

## Biographie
Janaka Hemantha pratique d'abord l'athlétisme durant sa jeunesse. Il commence ensuite le cyclisme à la fin des années 1990, vers l'âge de dix-huit ans. Marié et père d'un garçon, il est membre de la marine nationale srilankaise.
Figue du cyclisme srilankais, il remporte de nombreuses compétitions au niveau local. Il s'impose également sur une étape du Tour du Pakistan en 2008. En 2010, il connait son jour de gloire en triomphant sur la course en ligne des Jeux sud-asiatiques, au Bangladesh,. 
Lors des Jeux sud-asiatiques de 2016, il termine troisième du contre-la-montre, derrière deux coureurs indiens.

## Palmarès
- 2008
  - 7e étape du Tour du Pakistan
- 2009
  - Air Force Cycle Tour :
    - Classement général[4]
    - 2e étape
- 2010
  -  Médaillé d'or de la course en ligne aux Jeux sud-asiatiques
- 2011
  - 2e étape de l'Air Force Cycle Tour
- 2016
  -  Médaillé de bronze du contre-la-montre Jeux sud-asiatiques
- 2017
  - 2e étape de l'Air Force Cycle Tour
- 2018
  - 2e étape de l'Air Force Cycle Tour
  - 2e du championnat du Sri Lanka du contre-la-montre